# 2017년 바르셀로나 테러

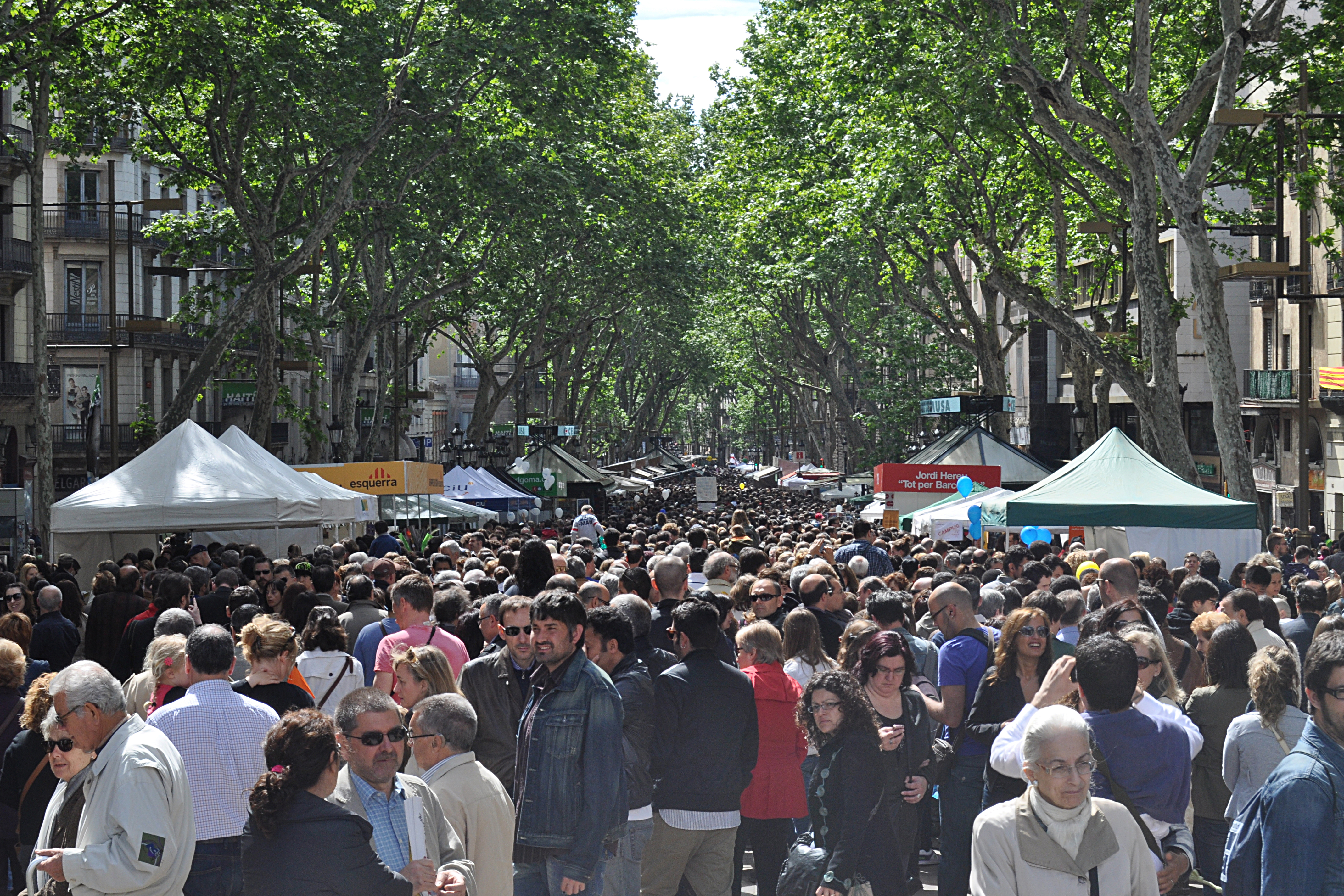
테러가 발생한 람블라스 거리 (2011년)

2017년 8월 17일 (현지 시각) 스페인 바르셀로나와 캄브릴스에서 차량 추돌 테러가 발생하였다. 바르셀로나에서 발생한 테러만 13명이 숨지고 100여명이 다쳤으며, 이후 사망자가 늘어날 것으로 예상되고 있다.

## 테러 발생

### 알카나르 폭발
17일 (현지 시각) 카탈루냐 정부는 바르셀로나 인근 도시인 알카나르의 한 주택에서 폭발이 일어나 최소 1명이 숨졌다고 밝혔다. 당국은 테러범들이 이곳에서 '폭발물 실험'을 한 결과 폭발이 발생한 것으로 추정했다.

### 바르셀로나 테러
2017년 8월 17일 오후 5시 (현지 시각), 스페인 바르셀로나 구시가지의 람블라스 거리와 카탈루냐 광장이 만나는 지점에서 흰색 밴 차량이 갑자기 보도에 있던 시민들을 향해 돌진했다. 차량은 약 500m를 지그재그 모양으로 질주하며 수많은 사람들을 덮쳤으며, 운전자는 차가 멈춰선 직후 빠져나와 도주하였다.
차량 테러로 현재까지 13명이 숨지고 100여 명이 다친 것으로 집계되었다. 카탈루냐 자치정부의 호아킴 포른 내무장관은 "현재 확인된 사망자는 1명이지만 더 늘어날 것으로 보인다"고 밝혔다. 부상자 30여 명 중에 10여 명은 중상인 것으로 집계되었다.

### 캄브릴스 테러
18일 오전 1시 30분 (현지 시각)에는 바르셀로나에서 120km 정도 떨어진 도시 캄브릴스에서도 차량 돌진 테러가 발생하였다. <엘 파이스>에 따르면 관광 리조트가 밀집한 캄브릴스 대로에서 무장 괴한들이 행인들을 향해 아우디 A3 승용차를 빠른 속도로 질주했다. 이 테러로 인해 6명이 부상당했는데, 그 중 2명은 중상자로 집계되었고 경찰 1명도 포함되었다.
테러 발생 직후 경찰은 진압에 나서 용의자 4명을 사살하고 1명은 부상당한 상태로 생포하였으나, 끝내 숨지고 말았다. 목격자에 따르면 테러 용의자들은 사건 당시 폭탄을 벨트로 착용한 것으로 보였다고 알려졌으며, 경찰도 폭탄 처리반이 용의자 시신에서 벨트 착용 여부를 확인 중이라고 밝혔다.

## 용의자
바르셀로나 테러의 용의자는 총 두 명으로 조사되었다. 한 명은 모로코 국적의 28세 남성으로, 이름은 드리스 엘와크비르이다. 드리스는 테러에 사용된 차량을 렌트했다가 경찰의 추적으로 체포됐다. 유일하게 신원이 확인 된 용의자로, 경찰은 가정폭력 전과는 있으나 지하드 활동 전력은 발견하지 못했다고 밝혔다. 본인은 자신의 신분서류가 도용당했다며 범행 사실을 부인하고 있다. 또 다른 한 명은 스페인령 멜리야 출신으로, 전날 밤에는 바르셀로나 교외의 주택에서 폭발 테러를 자행한 것으로 추정되고 있다.
한편 무장단체 IS는 이번 테러가 자신들의 소행이라고 주장했다. IS는 산하 선전 매체인 아마크 통신을 통해 "IS의 전사들"이 이번 공격을 자행했다고 밝혔다.

## 여파

### 대응
카탈루냐 경찰청은 트위터를 통해 람블라스 거리 인근에 접근하지 말라는 통지를 내렸다. 또 현장에 폴리스 라인을 설치해 시민들의 접근을 막고, 인근 상점의 일시 폐쇄를 명령하는 한편 근처의 지하철 출입구도 통제하였다. 경찰은 이번 사건을 테러 공격으로 규정하고, 용의자가 체포되지 않은 상황에서 추가 테러를 방지하기 위해 현장 주변에 특수부대를 투입하여 테러 경계작전을 펼쳤다.

### 반응
테러 직후 각국 정상들과 시장들이 애도를 표명하고 반테러 노력에 적극 동참하겠다는 입장을 밝혔다. 구체적으로는 다음과 같다.
- 도널드 트럼프 미국 대통령 - "테러 공격을 규탄하며 도움이 필요한 것은 무엇이든지 돕겠다"고 트위터로 밝혔다.
- 렉스 틸러슨 미국 국무부 장관
- 테리사 메이 영국 총리
- 사디크 칸 런던 시장
- 파올로 젠틸로니 이탈리아 총리
- 에마뉘엘 마크롱 프랑스 대통령
- 크리스티앙 에스트로시 니스 시장